# Munkástanácsok Országos Szövetsége

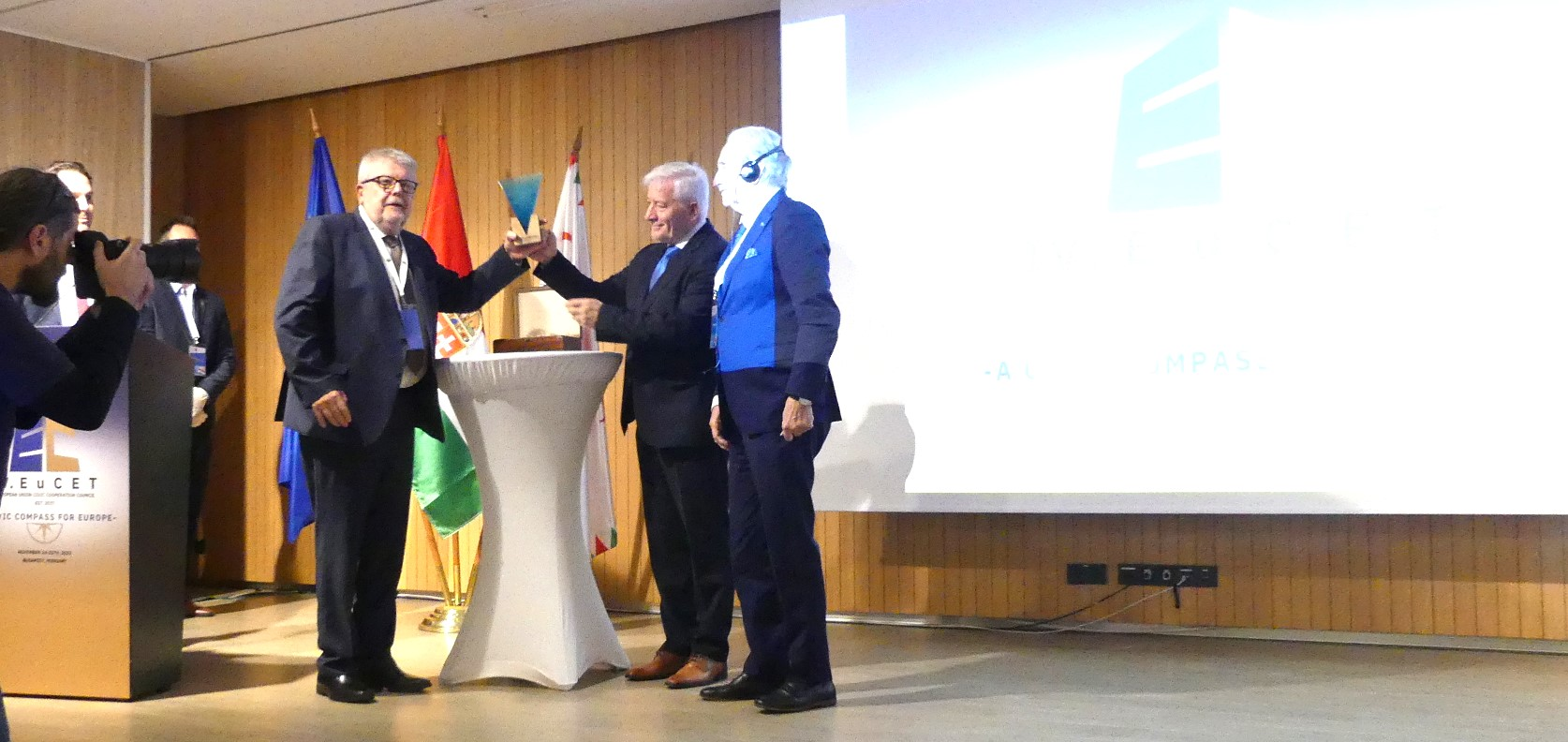
Palkovics Imre a Szellemi Honvédő Díj átadásán 2023-ban

A Munkástanácsok Országos Szövetsége magyar keresztény értékrendű szakszervezeti konföderáció (szövetség).
A szövetség 1990. július 14-én alakult több, mint 80 munkástanács részvételével, a konföderáció honlapja szerint "a munkástulajdont és munkás-önigazgatást hirdetve az 56-os forradalom munkástörekvéseinek szellemi örököseként".
A Munkástanácsok tagszervezeteinek összesített taglétszáma 2023-ban közel ötvenezer főt tesz ki.[forrás?]

## Története
Az 1956-os Munkástanácsok örököseként először 1989 augusztusában alakult újra munkástanács, az akkor 2000 főt foglalkoztató Herendi Porcelángyárban, spontán módon,  az éves prémium elosztása feletti felháborodás és a gyár vezetésével szembeni elégedetlenség nyomán. A munkásokat képviselő Palkovics Imre a konfliktus közepette jogi tanácsokért az akkori veszprémi ügyvédhez, a későbbi belügyminiszter Horváth Balázshoz fordult jogi segítségért, aki a munkástanács megalapításában is segített. Az üzem dolgozóinak nagy többsége, 1700 fő csatlakozott.
Ezt követően sorra alakultak munkástanácsok az ország más részein is – becslések szerint 1990 elejéig 30 és 50 közti számban –, egyelőre nem szakszervezetként (ez a szó lejáratódott a kommunista rezsim idején), hanem a munkások önigazgatását támogató mozgalomként. Munkástanács alakult többek közt a Péti Nitrogénműveknél, a Gyomaendrődi Hőtechnikai és Gépipari Vállalatnál, a Volánbusz Vállalat Kelenföldi Üzemigazgatóságánál, a Rába Vagon- és Gépgyár Mosonmagyaróvári Gyáregységénél, a Lenin Kohászati Műveknél, a Dunaújvárosi Vasműben, a Videotonnál stb.

## Társadalmi összetétele
Felmérések szerint a szövetség tagjainak jórésze fizikai munkás. Hagyományosan a fiatalabb korosztályokból kerülnek ki, a tagok mintegy fele mondja vallásosnak magát – de jelentős azoknak az aránya, akik nem járnak hetente misére –, a vezetők tipikusan vallásos emberek. A tagok a többi szakszervezeti konföderációhoz képest rosszabbak a  jövedelmi viszonyaik, egy 1994-es felmérés szerint jelentős arányban három-négy gyermekes emberek. Későbbi felmérés szerint a tagok átlagos gyermekszáma 1.8, amely meghaladja az országos átlagot, a gyermektelenek aránya elenyésző.

## Nemzetközi kapcsolatai
A Munkástanácsok Országos Szövetsége aktív szerepet vállal a nemzetközi szervezetek munkájában. Tagja a Szakszervezetek Nemzetközi Szövetségének (ITUC- International Trade Union Confederation, http://www.ituc-csi.org), az Európai Szakszervezeti Szövetségnek (ETUC- European Trade Union Confederation http://www.etuc.org), a Munkavállalói Kérdések Európai Központjának (EZA, Európai Keresztény Értékrendű Szakszervezetek Képzési és Együttműködési Fórumának) http://www.eza.org részt vesz a Nemzetközi Munkaügyi Szervezetben (ILO) folytatott munkavállalói érdekképviseleti munkában http://www.ilo.org.

## Szervezete
A konföderációnak ágazati és munkahelyi tagszervezeti vannak, amelyek többek közt feldolgozóipari, rendvédelmi, közigazgatási, bányász, közszolgáltatások (pl. posta, vízművek, közösségi közlekedés) területén működő, egészségügyi, áruszállítói, vegyipari és pedagógus szakszervezeteket tömörítenek.
A Szövetség elnöke Palkovics Imre.